# جعفرآباد (زیرکوه)
۳۳°۲۸′۴۸″ شمالی ۵۹°۲۸′۴۸″ شرقی / ۳۳٫۴۸۰۰۰°شمالی ۵۹٫۴۸۰۰۰°شرقی
جعفرآباد یک روستا در ایران است که در دهستان افین واقع شده‌است.